# Тенџи (ера)
Тенџи (天治) је јапанска ера (ненко) која је настала после Хоан и пре Даиџи ере. Временски је трајала од априла 1124. до јануара 1126. године и припадала је Хејан периоду. Владајући монарх био је цар Сутоку.

## Важнији догађаји Тенџи ере
- 1124. (Тенџи 1, други месец): Бивши цареви Хорикава и Тоба одлазе у носиљци изван града где уживају у разгледању цвећа. Њих прате бројни дворјани укључујући и Тобину супругу, мајку цара Сутокуа и њене дворске даме које су пратили мушкарци обучени у раскошну ловачку опрему. Фуџивара Тадамичи као један од пратилаца довео је групу музичара и жена који су песмом увесељавали бивше царева.[3]
- 1124. (Тенџи 1, десети месец): Хорикава посећује планину Која.[4]
- 1125. (Тенџи 2, десети месец): Цар посећује храмове Ивашимизу, Камо, Хирано, Охарано, Мацуно (Муцуно), Китано, Јасака (Гион) и друге.[4]